# 西貢河隧道
西貢河隧道（越南语：／），或稱首添隧道（越南语：／），是一座位於越南胡志明市的水底公路隧道，也是東南亞最長的過河隧道之一，在2011年11月20日啟用後，便作為西貢河兩岸交通的聯絡要道，連接了西岸的胡志明市中心（第一郡）與東岸的首添新都市區（第二郡）。
东西大道的工程投資金額約16兆越南盾（約7亿6000萬美元），其中35%為胡志明市資金，剩下65%來自國際協力機構（日本外務省隸屬機構）提供的政府開發援助資金並與日本承包商組成的集團（包括大林組、大成建設、TOA股份有限公司、熊谷組和鹿島建設等）合作興建。
西貢河隧道是「東西大道」（越南语：／）計畫的一部分，該計畫跨越胡志明市，全長22公里，全線完工後可疏解胡志明市內及湄公河三角洲至該市的交通擁塞。

## 外部連結
- DECISION No. 622/QD-TTg OF JULY 5, 2000 RATIFYING THE INVESTMENT IN THE PROJECT FOR BUILDING THE EAST-WEST AVENUE IN HO CHI MINH CITY by Vietnamese Prime Minister

10°00′N 106°00′E / 10.000°N 106.000°E